# Monica Knudsen
Monica Knudsen (Arendal, 25 marzo 1975) è un'allenatrice di calcio ed ex calciatrice norvegese, di ruolo centrocampista. Ha giocato 87 partite e realizzato sei reti con la maglia della Nazionale norvegese, con la quale vinse una medaglia d'oro ai Giochi della XXVII Olimpiade e l'edizione 1998 dell'Algarve Cup.
Da calciatrice ha vinto un campionato norvegese e una coppa di Norvegia con l'Asker. Dal 2009 al 2016 è stata allenatrice dell'LSK Kvinner, col quale ha vinto quattro campionati e tre coppe nazionali.

## Palmarès

### Giocatrice

#### Club
- Campionato norvegese: 1

Asker: 1999
- Coppa di Norvegia: 1

Asker: 2000

### Nazionale
- Oro olimpico: 1

Sydney 2000
- Algarve Cup: 1

1998

### Individuale
- Gullklokka

1998

### Allenatrice
- Campionato norvegese: 4

LSK Kvinner: 2012, 2014, 2015, 2016
- Coppa di Norvegia: 3

LSK Kvinner: 2014, 2015, 2016